# 夢と消えたバカンス
『夢と消えたバカンス』（Cruise Cat、1952年10月18日、劇場公開時『鼠のハワイ航路』）は「トムとジェリー」の作品のひとつ。日本においては現在パブリックドメインとなっている。

## スタッフ
- 監督 - ウィリアム・ハンナ、ジョセフ・バーベラ
- 製作 - フレッド・クインビー
- 共同製作 - ウィリアム・ハンナ(クレジット無し)
- 脚本 - ウィリアム・ハンナ、ジョセフ・バーベラ(全員クレジット無し)
- 原画 - ケネス・ミューズ、エド・バージ、レイ・パターソン、アーヴン・スペンス
- レイアウト - リチャード・ビッケンバック(クレジット無し)
- 背景 - ロバート・ジェントル
- 音楽 - スコット・ブラッドリー
- 彩色プロセス - テクニカラー
- 録音プロセス - ウェスタン・エレクトリック
- 制作 - メトロ・ゴールドウィン・メイヤー・カートゥーン・スタジオ（英語版）
- 配給 - メトロ・ゴールドウィン・メイヤー、ロウズ・シアター

## 作品内容
舞台はハワイ・ホノルル行きの豪華客船。トムは同船の監視員で、出航の際船長から「お前以外の乗務員は皆新人だ。この船の安全はお前の監視にかかっている。もしネズミが一匹でも見つかったら、お前はクビだ!」と命令を受けた。そこへジェリーが『タフア・フアイ』をウクレレで演奏しながら登場、船に乗り込もうとするが、何度試みてもトムの妨害によりなかなか乗船することができない。
ジェリーはトムの妨害をかわし何とか乗船までこぎ着けるが、当然の如く船上で両者による追いつ追われつ、船上と船外を行ったり来たりの争いが展開される。その最中、船内の映画館では『西部の伊達ねずみ（Texas TOM）』が公開されており、両者は争いを小休止して映画に見入っていた。しかしジェリーがトムにコケにされている場面でトムが大爆笑、逆にトムがジェリーにコケにされた場面ではジェリーが大爆笑する。これに怒ったトムがジェリーを空中高く船外へ放り投げてしまう。そこへカモメが飛んできてジェリーを捕食しようとするもジェリーはウクレレで反撃。そのまま客船の厨房に落ちて、食器の中へ。
場面は変わって船内の食堂。船長は食事の前にトムへ「お前のおかげで私はこのクルーズの間、ネズミを一匹も見ることはなかったよ」と労いとお礼の言葉をかけられる。ところがテーブルに届けられた食器の中からは『タフア・フアイ』のメロディー。船長が蓋を開けると、そこには食材を食べ尽くし満腹状態となったジェリーが…。
一転して船長の怒りを買い、船内の「監獄」に入れられたトム。窓の外からは、そんなトムをあざ笑うかの如くウクレレを弾きながらサーフィンし、ホノルルの海岸へ消えていくジェリーの姿が見えるのだった。

## 登場キャラクター
トム
クルーズ船の保安係として雇われ、唯一のベテラン船員としてネズミをはじめとする不審者に目を光らせる。ジェリーに攻撃されてもひるまず、一度はジェリーを追い返し船長から褒められるも、最後の最後で船内食堂の料理にジェリーを紛れ込ませてしまったため監獄送りとなり、（自身は下船できずじまいとなって）船は復路便としてホノルルを出港。監獄の窓からサーフィンを楽しむジェリーを眺めるしかできなかった。
ジェリー
ホノルル行きクルーズ船へ乗船しようとして当初はトムに追い返されるが、（出港のため上げられた錨に乗る形で）何とか船へ飛び乗り船内でトムに反撃。やがて（トムに追放された自身を食べようとしたカモメをウクレレで殴って追い払ったのち）厨房の排気ダクトを伝って船内食堂の食事に紛れ込み、ウクレレを奏でながら船長の料理を横取りしてしまう。最後は船内に監禁されたトムを尻目にホノルルでサーフィンを満喫した。
船長
トムをクルーズ船の保安係として雇い、「トム以外の船員は全員新人なので、特にネズミを船内へ入れないように」と念を押すと共に、「もしネズミなど不審者の船内侵入を許したら別の新人と交代させる」と通告して船内巡視を命令。「トムのおかげで航海中は船内にネズミが1匹も出なかった」と一度は褒めるも、その直後にジェリーが侵入して自身の食事を横取りされたことが発覚。トムを船内監獄に閉じ込めて（ホノルルで下船させず）アメリカ本土へ強制送還した。
船内厨房の調理員
ジェリーが排気ダクトを伝って料理へ紛れ込んだのに気づかず皿の蓋を閉じ、できあがった料理を（ジェリーが紛れ込んだ状態で）船長の席へ運んだ。
カモメ
トムに追い出され空中へ飛ばされたジェリーを見つけ食べようとするが、ジェリーにウクレレで殴られてしまう。